# U-470
Unterseeboot 470 foi um submarino alemão do Tipo VIIC, pertencente a Kriegsmarine que atuou durante a Segunda Guerra Mundial.

## Comandantes
| Comandante               | Data                                         |
| ------------------------ | -------------------------------------------- |
| Oblt. Günther-Paul Grave | 7 de janeiro de 1943 - 16 de outubro de 1943 |

## Subordinação
Durante o seu tempo de serviço, esteve subordinado às seguintes flotilhas:
| Período                                    | Flotilha                                   |
| ------------------------------------------ | ------------------------------------------ |
| 7 de janeiro de 1943 - 30 de junho de 1943 | 5. Unterseebootsflottille (treinamento)    |
| 1 de julho de 1943 - 16 de outubro de 1943 | 11. Unterseebootsflottille (serviço ativo) |

## Operações conjuntas de ataque
O U-470 participou das seguinte operações de ataque combinado durante a sua carreira:
- Rudeltaktik Schlieffen (14 de outubro de 1943 - 16 de outubro de 1943)